# تمیس (ماهواره)
مأموریت تمیس (انگلیسی: THEMIS) که در فوریه ۲۰۰۷ آغاز شد، مجموعه‌ای از پنج ماهواره ناسا بود که با هدف مطالعه آزادسازی انرژی در مغناطیس‌سپهر و وقوع خردطوفان‌ها طراحی شده بود. خردطوفان‌ها پدیده‌هایی هستند که به تقویت شفق‌های قطبی در مناطق قطبی زمین منجر می‌شوند. سه ماهواره در مدار زمین و داخل مغناطیس‌سپهر مستقر شدند، در حالی که دو ماهواره دیگر به مدار ماه منتقل و به نام آرتمیس تغییر نام یافتند. ابزارهای متعددی شامل مغناطیس‌سنج، تجزیه‌گر ایستابرقی، و ابزارهای میدان الکتریکی روی این ماهواره‌ها نصب شده بود. پرتاب این ماهواره‌ها از پایگاه کیپ کاناورال با استفاده از موشک دلتا ۲ انجام شد.
داده‌های جمع‌آوری‌شده توسط تمیس نشان داد که طناب‌های مغناطیسی جو زمین را به خورشید متصل کرده و جریان‌های عظیمی را به قطب‌های زمین هدایت می‌کنند. همچنین این مأموریت برای اولین بار رویداد آغازین خردطوفان‌های مغناطیسی را شناسایی کرد و اتصال مجدد مغناطیسی به‌عنوان عامل اصلی وقوع این پدیده‌ها تأیید شد. دو ماهواره آرتمیس توانستند مدار نقاط لاگرانژی ماه را برای اولین بار بررسی کنند. همچنین ایستگاه‌های زمینی در آمریکای شمالی با رصد شفق‌های قطبی، داده‌های تکمیلی برای مطالعه تعاملات مغناطیسی خورشید و زمین ارائه دادند. مأموریت تمیس همچنان به جمع‌آوری داده‌های ارزشمند علمی ادامه می‌دهد.

## کلیات
تمیس که مخفف تاریخچه زمانی رویدادها و تعاملات مقیاس‌کلان در طول خردطوفان‌ها (Time History of Events and Macroscale Interactions during Substorms) است، مأموریتی بود که در فوریه ۲۰۰۷ به‌عنوان مجموعه‌ای از پنج ماهواره ناسا (THEMIS-A تا THEMIS-E) آغاز شد تا آزادسازی انرژی از مغناطیس‌سپهر را بررسی کند. این پدیده‌ها که خردطوفان نامیده می‌شوند، شفق‌های قطبی را در نزدیکی مناطق قطبی زمین شدت می‌بخشند. نام این مأموریت یک سرواژه است که به تیتان تمیس اشاره دارد.
سه ماهواره در مدار زمین داخل مغناطیس‌سپهر قرار دارند، در حالی که دو ماهواره به مدار ماه منتقل شده‌اند. این دو ماهواره به نام‌های ARTEMIS (شتاب، اتصال مجدد، آشفتگی و الکترودینامیک تعامل ماه با خورشید) تغییر نام یافتند. THEMIS-B به ARTEMIS-P1 و THEMIS-C به ARTEMIS-P2 تغییر نام داد. ARTEMIS-P1 و ARTEMIS-P2 با هم مأموریت THEMIS-ARTEMIS را تشکیل می‌دهند.
ماهواره‌های تمیس در ۱۷ فوریه ۲۰۰۷ از مجتمع شماره ۱۷ پرتاب موشک پایگاه نیروی هوایی کیپ کاناورال توسط یک دلتا ۲ پرتابگر پرتاب شدند. هر ماهواره دارای پنج ابزار مشابه، از جمله مغناطیس‌سنج (FGM)، تجزیه‌گر ایستابرقی (ESA)، تلسکوپ حالت جامد (SST)، مغناطیس‌سنج سیم‌پیچ جستجو (SCM) و ابزار میدان الکتریکی (EFI) است. هر کاوشگر دارای جرم ۱۲۶ کیلوگرم (۲۷۸ پوند)، شامل ۴۹ کیلوگرم (۱۰۸ پوند) سوخت هیدرازین است.
داده‌های مأموریت تمیس با استفاده از نرم‌افزار SPEDAS قابل دسترسی است. کانادا، اتریش، آلمان و فرانسه نیز در این مأموریت مشارکت داشته‌اند.

## فضاپیما
شرکت Swales Aerospace، که اکنون بخشی از Orbital ATK و در نهایت نورثروپ گرامن شده است، در بلتسویل، مریلند تمام پنج کاوشگر این مأموریت را تولید کرد. هر کاوشگر در این تأسیسات ساخته و آزمایش شد و سپس برای نصب ابزارها به دانشگاه کالیفرنیا (برکلی) تحویل داده شد. Swales مسئولیت نصب واحد مدیریت باس (BAU)، واحد اینرسی (IRU)، پنل‌های خورشیدی، آنتن، باتری و سایر اجزای ضروری برای عملکرد فضاپیما را بر عهده داشت. این دومین ماهواره بزرگ ساخته‌شده توسط Swales بود، اولین آن دیدبانی زمین-۱ (EO-1) است که همچنان در مدار زمین باقی مانده است. Swales همچنین طراحی و ساخت تجهیزات پشتیبانی زمینی الکتریکی (EGSE) را برای نظارت بر کاوشگرها در تمام مراحل پیش از پرتاب، از جمله استفاده در سایت پرتاب، بر عهده داشت.

## آزمایش‌ها
پس از نصب ابزارها در SSL، برکلی، آزمایش‌های پیش از پرتاب شامل آزمایش‌های خلأ حرارتی، ارتعاش و آکوستیک در آزمایشگاه پیش‌رانش جت پاسادنا، کالیفرنیا انجام شد.

## پرتاب

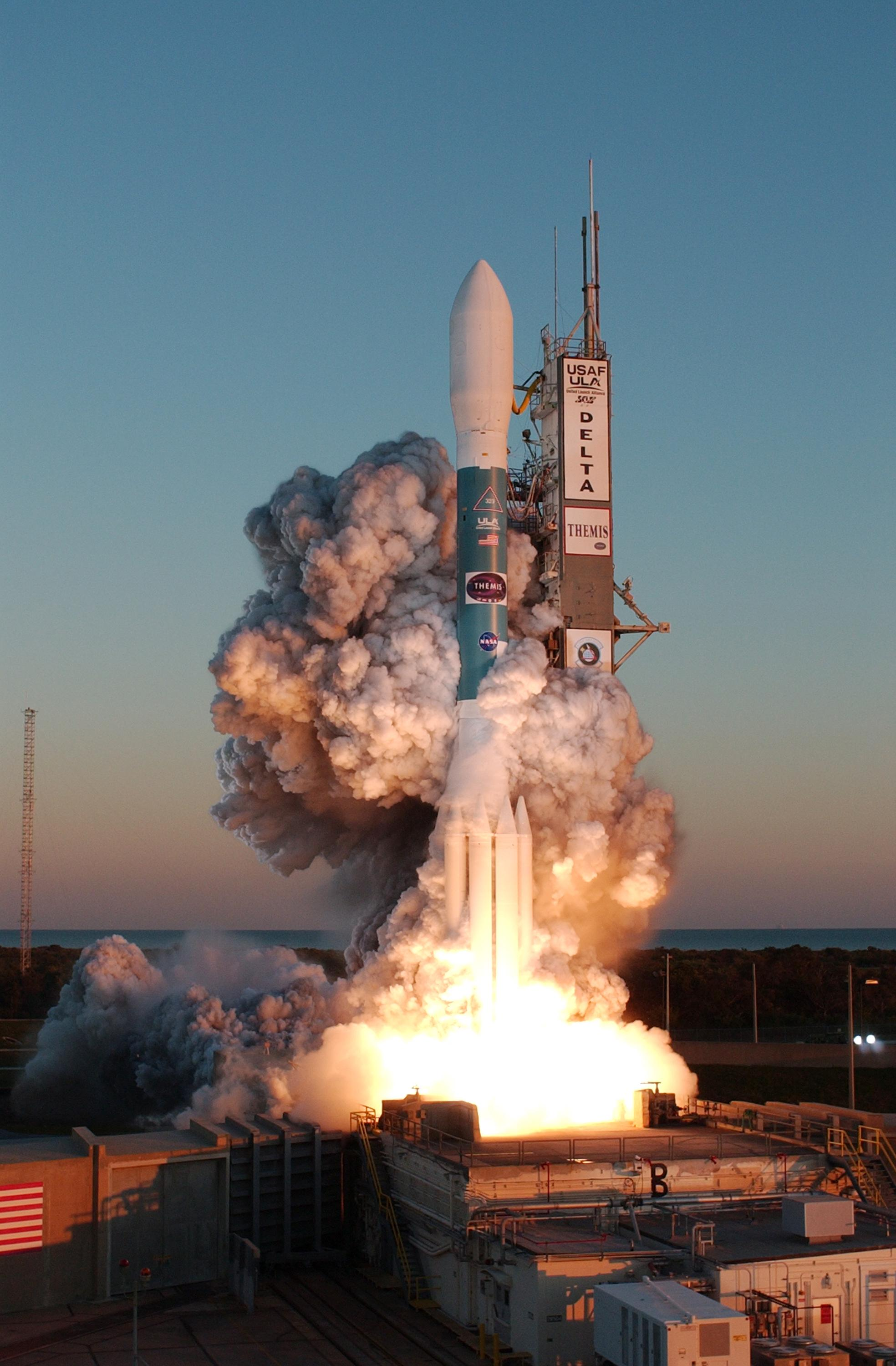
پرتاب تمیس با استفاده از موشک دلتا ۲ 7925-10C در سکوی پرتاب SLC-17B، کیپ کاناورال

پرتاب تمیسدر ابتدا برای ۱۹ اکتبر ۲۰۰۶ برنامه‌ریزی شده بود. به دلیل مشکلاتی در کیفیت ساخت مرحله دوم موشک دلتا II - مشکلی که مأموریت قبلی استریو را نیز تحت تأثیر قرار داده بود - پرتاب به ۱۵ فوریه ۲۰۰۷ موکول شد. شرایط جوی در ۱۳ فوریه ۲۰۰۷ باعث تأخیر در سوخت‌گیری مرحله دوم شد و پرتاب یک روز به تعویق افتاد. در ۱۶ فوریه، پرتاب به دلیل وضعیت نامساعد بادهای لایه‌های بالایی لغو شد. مراحل آماده‌سازی برای پرتاب جدید در بازه زمانی بین ۲۳:۰۱ تا ۲۳:۱۷ ساعت هماهنگ جهانی در ۱۷ فوریه ۲۰۰۷ انجام شد.
در ۱۷ فوریه، شرایط جوی مساعد گزارش شد و شمارش معکوس به‌صورت روان ادامه یافت. THEMIS با موفقیت در ساعت ۲۳:۰۱:۰۰ ساعت هماهنگ جهانی پرتاب شد. فضاپیماها حدود ۷۳ دقیقه پس از بلند شدن از موشک جدا شدند. تا ساعت ۰۳:۰۷ UTC در ۱۸ فوریه، اپراتورهای مأموریت در آزمایشگاه علوم فضایی (SSL) دانشگاه کالیفرنیا (برکلی) موفق به دریافت سیگنال از هر پنج فضاپیما شدند که وضعیت جداسازی را تأیید کرد.
خدمات پرتاب توسط ائتلاف پرتاب و راه‌اندازی از طریق برنامه خدمات پرتاب ناسا (LSP) ارائه شد.

## فست
مأموریت Fast Auroral SnapshoT Explorer (FAST) در سال‌های ۲۰۰۸ و ۲۰۰۹ از تمیس پشتیبانی کرد و سپس بازنشسته شد. FAST یک مأموریت از برنامه کاوشگران (SMEX) بود که در سال ۱۹۹۶ پرتاب شد.

## وضعیت مأموریت
از ۱۵ فوریه ۲۰۰۷ تا ۱۵ سپتامبر ۲۰۰۷، پنج ماهواره تمیس در یک آرایش مداری به‌صورت «رشته مرواریدی» حرکت می‌کردند. از ۱۵ سپتامبر تا ۴ دسامبر ۲۰۰۷، ماهواره‌ها به مدارهای دورتر منتقل شدند تا برای جمع‌آوری داده‌ها در دم مغناطیسی آماده شوند. این مرحله از مأموریت به «مرحله سپیده‌دم» معروف بود زیرا مدارهای ماهواره‌ها در اوج و حضیض در سمت سپیده‌دم مغناطیس‌سپهر قرار داشت.
در ۴ دسامبر ۲۰۰۷، نخستین مرحله علمی دم مغناطیسی مأموریت آغاز شد. در این مرحله، دانشمندان داده‌هایی از دم مغناطیسی مغناطیس‌سپهر زمین جمع‌آوری می‌کنند. هدف این مرحله مشاهده خردطوفان‌ها و رویدادهای اتصال مجدد مغناطیسی است. در طول این رویدادها، ذرات باردار ذخیره‌شده در مغناطیس‌سپهر زمین آزاد شده و شفق قطبی ایجاد می‌کنند. تحقیقات دم مغناطیسی در زمستان نیم‌کره شمالی انجام می‌شود زیرا مغناطیس‌سنج‌های زمینی که داده‌های ماهواره‌ها با آن‌ها مقایسه می‌شوند، در طول شب‌های طولانی فعال‌تر هستند. در شب، مشاهده‌ها تحت تأثیر ذرات باردار خورشید قرار نمی‌گیرند.
در سال ۲۰۰۷، تمیس "شواهدی از طناب‌های مغناطیسی که جو بالایی زمین را مستقیماً به خورشید متصل می‌کنند" کشف کرد و نظریه تعامل الکتریکی خورشید-زمین (از طریق "جریان برکلند" یا "جریان‌های هم‌راستا با میدان") که توسط کریستین بیرکلاند حدود سال ۱۹۰۸ مطرح شده بود را تأیید کرد. ناسا همچنین این تعامل را به «باتری ۳۰ کیلوولتی در فضا» تشبیه کرد و اشاره کرد که «طناب شار، ۶۵۰٬۰۰۰ آمپر جریان را به شمالگان پمپ می‌کند».
در ۲۶ فوریه ۲۰۰۸، کاوشگرهای تمیس برای اولین بار موفق به شناسایی رویداد آغازین برای وقوع خردطوفان‌های مغناطیس‌سپهر شدند. دو تا از پنج کاوشگر، که در فاصله تقریباً یک‌سوم فاصله تا ماه قرار داشتند، رویدادهایی را ثبت کردند که نشان‌دهنده اتصال مجدد مغناطیسی ۹۶ ثانیه قبل از تشدید شفق قطبی بود. واسیلیس آنگلوپولوس از دانشگاه کالیفرنیا (لس آنجلس)، که محقق اصلی مأموریت تمیس است، اظهار داشت: «داده‌های ما به وضوح و برای اولین بار نشان می‌دهند که اتصال مجدد مغناطیسی عامل آغازین است».
- تمیس در مدار.
- کشف طناب شار توسط تمیس که جریان ۶۵۰٬۰۰۰ آمپر را به شمالگان هدایت می‌کند.
- کشف تمیس که نشان داد میدان مغناطیسی زمین اغلب دو حفره ایجاد می‌کند که ذرات خورشیدی از آن نشت می‌کنند.
- تصویر مداری جداگانه فضاپیماهای تمیس.

### مأموریت تمدیدشده
در ۱۹ مه ۲۰۰۸، آزمایشگاه علوم فضایی (SSL) در دانشگاه کالیفرنیا (برکلی) اعلام کرد که ناسا مأموریت تمیس را تا سال ۲۰۱۲ تمدید کرده است. ناسا به‌طور رسمی جابجایی THEMIS-B و THEMIS-C به مدار ماه‌مرکزی را تحت نام مأموریت "ARTEMIS" (شتاب، اتصال مجدد، آشفتگی و الکترودینامیک تعامل ماه با خورشید) تأیید کرد که در سال ۲۰۱۹ به "THEMIS-ARTEMIS" تغییر نام یافت. در فوریه ۲۰۱۷، THEMIS ده سال از عملیات علمی خود را جشن گرفت. تا اوت ۲۰۱۷، سه کاوشگر داخلی THEMIS همچنان به جمع‌آوری داده‌های ارزشمند دربارهٔ تعامل خورشید با مغناطیس‌سپهر زمین ادامه می‌دهند.

## آرتمیس

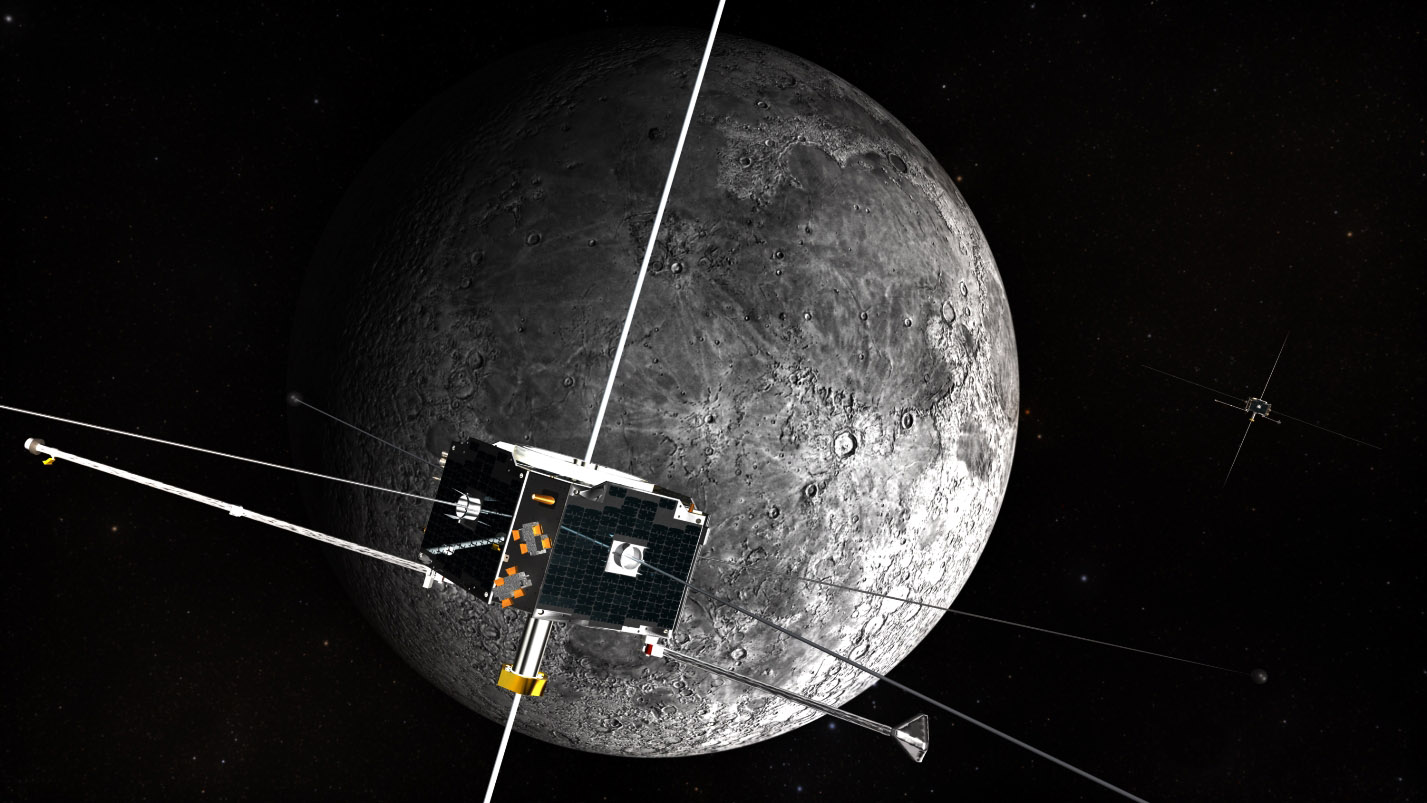
کاوشگرهای آرتمیس در مدار ماه

اوایل سال ۲۰۱۰، ARTEMIS-P1 (THEMIS-B) دو گذر نزدیک از کنار ماه و یک گذر نزدیک از کنار زمین انجام داد و به نزدیکی قرارگیری در مدار لیساجو در اطراف نقاط لاگرانژی ماه رسید. ورود به مدار ماه برای آوریل ۲۰۱۱ برنامه‌ریزی شده بود. ARTEMIS-P2 (THEMIS-C) یک گذر نزدیک از کنار ماه انجام داد و در حال طی مسیر ورودی به اولین سفر از سه سفر در فضای عمیق به سمت مدار لیساجو بود و قرار بود در آوریل ۲۰۱۱ وارد مدار ماه شود.
در ۲۲ ژوئن ۲۰۱۱، ARTEMIS-P1 شروع به شلیک موتورهایش کرد تا از مدار رخ‌گردی خود که به شکل کلیه بود و از ژانویه ۲۰۱۱ در یک سوی ماه قرار داشت، خارج شود. در ۲ ژوئیه ۲۰۱۱، ساعت ۱۶:۳۰ به وقت UTC, ARTEMIS-P1 وارد مدار ماه شد. دومین کاوشگر، ARTEMIS-P2، در ۱۷ ژوئیه ۲۰۱۱ وارد مدار ماه شد. در این مسیر، این دو فضاپیما اولین‌هایی بودند که به مدار نقاط لاگرانژی ماه دست یافتند.
تا اکتبر ۲۰۱۹، هر دو کاوشگر در مدارهای پایدار قرار دارند و انتظار می‌رود که برای مدت طولانی عملیاتی باقی بمانند.

## ابزارها

### موجود در فضاپیما
- برد دیجیتال میدان‌ها (DFB): از مدار مجتمع دیجیتال برنامه‌پذیر (FPGA) برای پردازش باند عبور قابل تنظیم و انجام تبدیل فوریه سریع (FFT) روی داده‌های ابزار استفاده می‌کند.
- ابزارهای میدان الکتریکی (EFI): برای حس کردن میدان الکتریکی در مغناطیس‌سپهر متغیر زمین طراحی شده است.
- تجزیه‌گر ایستابرقی (ESA): وظیفه اندازه‌گیری الکترون‌ها و یون‌های حرارتی برای شناسایی و ردیابی جریان‌های سریع در دم مغناطیسی و شناسایی پالس‌های فشاری را بر عهده دارد.
- مغناطیس‌سنج فلکس‌گیت (FGM): میدان مغناطیسی پس‌زمینه را برای شناسایی و زمان‌بندی تغییرات ناگهانی مغناطیس‌سپهر در هنگام وقوع خردطوفان اندازه‌گیری می‌کند. این ابزار توسط مرکز هوافضای آلمان و آژانس فضایی اتریش تهیه شده است.[۲۰]
- واحد پردازش داده ابزارها (IDPU): بخش اصلی الکترونیک ابزارها در فضاپیمای THEMIS را تشکیل می‌دهد.
- مغناطیس‌سنج سیم‌پیچ جستجو (SCM): نوسانات و امواج میدان مغناطیسی با فرکانس پایین را در سه جهت در مغناطیس‌سپهر زمین اندازه‌گیری می‌کند. این ابزار توسط Centre d'étude des Environnements Terrestres et Planétaire (CETP) و مرکز ملی پژوهش‌های علمی فرانسه (CNRS) ساخته شده است.[۲۰]
- تلسکوپ حالت جامد (SST): وظیفه اندازه‌گیری توزیع ذرات پرانرژی را بر عهده دارد.

### زمینی
در حالی که ماهواره‌ها مغناطیس‌سپهر را از مدار بررسی می‌کنند، بیست ایستگاه زمینی در آمریکای شمالی به‌طور هم‌زمان شفق قطبی را رصد می‌کنند. عملیات علمی و مأموریتی ایستگاه‌های زمینی توسط آزمایشگاه علوم فضایی دانشگاه کالیفرنیا مدیریت می‌شود.
- آرایه تمام‌آسمان مبتنی بر زمین (ASI): آرایه‌ای از تصویربردارهای تمام‌آسمان (ASI) که شفق‌های قطبی را بر فراز قاره آمریکای شمالی از کانادا تا آلاسکا رصد می‌کند تا مکان و زمان آغاز خردطوفان شفقی را تعیین کند.
- آرایه مغناطیس‌سنج مبتنی بر زمین (GMAG): GMAG تغییرات میدان مغناطیسی زمین را در نزدیکی سطح آن به دلیل آغاز خردطوفان اندازه‌گیری می‌کند تا زمان‌بندی رویدادهای خردطوفان را مشخص کند.

## نتایج تحقیقاتی
ابزارهای تمیس برای ردیابی امواج کُر در حالت ویسلر استفاده شده‌اند که می‌توانند در دوره‌های فعالیت ژئومغناطیسی پایین باقی بمانند.

### فضاپیماهای مرتبط
- Advanced Composition Explorer (ACE)، پرتاب در ۱۹۹۷، همچنان فعال.
- کاسینی-هویگنس
- Cluster
- Double Star، پرتاب‌شده در Cluster.
- هلیوس (فضاپیما)
- مسنجر (فضاپیما) (MErcury Surface, Space ENvironment, GEochemistry and Ranging)، پرتاب در ۲۰۰۴، برخورد به عطارد در ۳۰ آوریل ۲۰۱۵.
- وان آلن پروبز
- رصدخانه پویایی‌شناسی خورشید (SDO)، پرتاب در ۲۰۱۰، همچنان فعال.
- رصدخانه خورشیدی و هورسپهری (SOHO)، پرتاب در ۱۹۹۵، همچنان فعال.
- Solar Maximum Mission (SMM)، پرتاب در ۱۹۸۰، پایان خدمت در ۱۹۸۹.
- مدارگرد خورشیدی (SOLO)، پرتاب در ۲۰۲۰.
- کاوشگر خورشیدی پارکر، پرتاب در ۲۰۱۸.
- استریو (فضاپیما) (Solar TErrestrial RElations Observatory)، پرتاب در ۲۰۰۶، همچنان فعال.
- تلسکوپ تریس (TRACE)، پرتاب در ۱۹۹۸، پایان خدمت در ۲۰۱۰.
- کاوشگر فضایی اولیس، پرتاب در ۱۹۹۰، پایان خدمت در ۲۰۰۹.
- WIND، پرتاب در ۱۹۹۴، همچنان فعال.
- ELFIN (Electron Losses and Fields INvestigation)، پرتاب در ۲۰۱۸.